# Democratic National Convention 2024

Logo der DNC 2024

Die Democratic National Convention 2024 war der Nominierungsparteitag der Demokratischen Partei für die am 5. November 2024 angesetzte Präsidentschaftswahl in den Vereinigten Staaten 2024. Die Democratic National Convention, auf der sowohl der demokratische Präsidentschaftskandidat als auch der Vizepräsidentschaftskandidat von den Delegierten gewählt, das Wahlprogramm verabschiedet und der Wahlkampf für die Hauptwahl offiziell eingeläutet werden, wurde vom 19. bis 22. August im United Center in Chicago, Illinois, abgehalten. Nachdem Joe Biden im Juli 2024 auf eine Wiederwahl verzichtet hatte, bestätigte der Parteitag die Kandidatur von Kamala Harris als Präsidentschaftskandidatin und von Tim Walz als ihrem Running Mate.

## Vorgeschichte

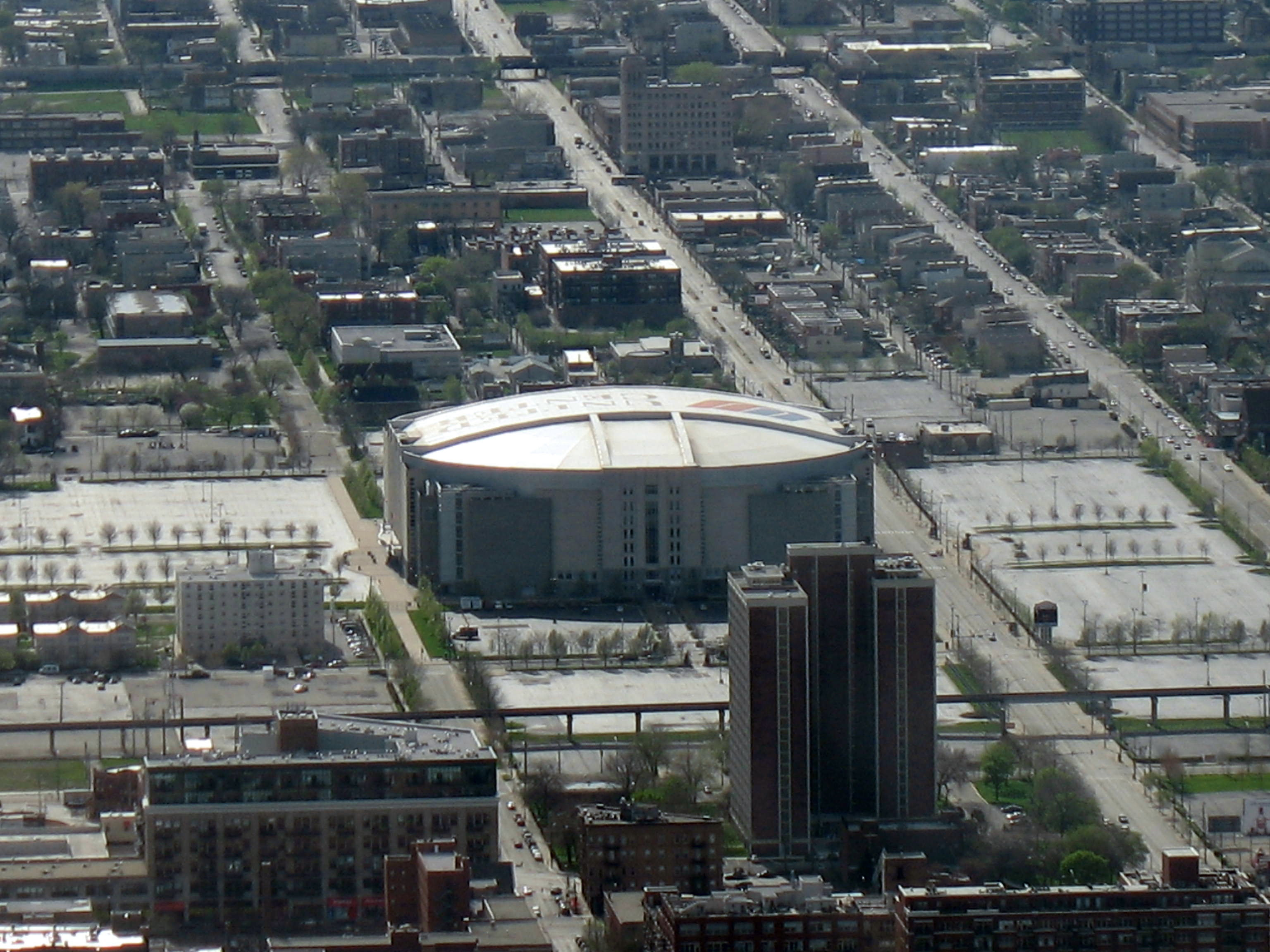
Luftbild des United Center in Chicago, der Hauptveranstaltungsort der DNC 2024.

Am 11. April 2024 gab das Democratic National Committee bekannt, dass unter den Kandidaten für die nächste Democratic National Convention Atlanta, Chicago und New York die Entscheidung zugunsten Chicagos gefallen sei. Gegen Atlanta hatte gesprochen, dass bei dem vorgesehenen Austragungsort der von Republikanern regierte Bundesstaat Georgia ein direktes Mitspracherecht hatte und der Bürgermeister noch relativ unerfahren war. Für Chicago hatte unter anderem gesprochen, dass J. B. Pritzker, der Gouverneur von Illinois, zugesagt hatte die Veranstaltung durch Spenden und gegebenenfalls eigene Mitteln zu finanzieren. Chicago als seit 1931 von Demokraten regierte Hochburg im blauen Illinois hatte auch Ausstrahlung auf die Midweststaaten Michigan, Minnesota und Wisconsin, die wie Illinois zum die Präsidentenwahl 2020 entscheidenden Blue Wall gehören. Chicago war dabei die Stadt, die mit insgesamt 26 Nominierungsparteitagen der beiden großen Parteien die meisten derartigen Veranstaltungen beherbergt hatte. Auch die konkurrierende Republican National Convention 2024 war etwa einen Monat früher im Mittleren Westen in Milwaukee im Swing State Wisconsin abgehalten worden.
Präsident Joe Biden könnte in den Vorwahlen 2024 3904 Delegiertenstimmen gewinnen. Als ungebunden (uncommited) würden 37 gewertet. Die ausgestiegenen Kandidaten Dean Phillips und Jason Palmer konnten sich fünf bzw. drei Delegierte sichern. Biden hatte damit die Vorwahl zur US-Präsidentschaftswahl zunächst für sich entschieden.
Am 27. Juni 2024 hielt CNN die erste Fernsehdebatte des Präsidentschaftswahlkampfes 2024 zwischen Präsident Joe Biden und Ex-Präsident Donald Trump in Atlanta, Georgia ab. Nach Bidens schlechtem Auftritt stieg in den nächsten Tagen der Druck auf ihn, seine Kandidatur zu beenden. Wahlkampfspender hielten Spenden zurück, über dreißig Demokratische Kongress-Mitglieder riefen zu Bidens Rückzug auf, und die einflussreiche Nancy Pelosi drängte hinter den Kulissen auf eine rasche Entscheidung. Am 5. Juli 2024 erklärte Biden in einem Interview mit George Stephanopoulos, nur Gott der Allmächtige könne seine Kandidatur beenden und bekräftigte dies in einem Schreiben an die Demokratische Fraktion im Repräsentantenhaus. Pelosi trat am 10. Juli 2024 bei CNBC auf und erklärte, dass sie Biden bei der Entscheidung unterstützen werden, wie auch immer sie ausfallen werden.
Am 21. Juli 2024 gab Biden von seinem Haus in Delaware aus auf sozialen Medien das Ende seiner Wiederwahlkampagne bekannt und empfahl seine Vizepräsidentin Kamala Harris als Demokratische Präsidentschaftskandidatin. Das sorgte für erheblichen Planänderungen für die Democratic National Convention, da diese ursprünglich auf die Erfolge der Biden-Administration zugeschnitten war, Harris aber einen positiveren und zukunftsbezogenen Wahlkampf führte. Die Änderungen mussten innerhalb von 29 Tagen durchgeführt werden.
Bei der vorgezogenen virtuellen Abstimmung der Parteitagsdelegierten ab dem 1. August hatten Harris und Walz bereits am Folgetag die notwendige Mehrheit der Stimmen für ihre Kandidatur erhalten. Zudem hatten 99 Prozent der Delegierten bereits erklärt, für Harris Präsidentschaftskandidatin zu stimmen. Am 6. August 2024 gaben der Parteivorsitzende Jaime Harrison und die Vorsitzende des Democratic National Convention Committee Minyon Moore bekannt, dass 4567 und damit 99 Prozent der Parteitagsdelegierten für Harris gestimmt hätten und sie damit Präsidentschaftskandidatin der Demokratischen Partei sei.

## Sicherheitsvorkehrungen und Demonstrationen
Im Vorfeld wurden Befürchtungen über Ähnlichkeiten zur von Krawallen überschatteten Democratic National Convention 1968 ebenfalls in Chicago diskutiert. Wie 1968 Lyndon B. Johnson hatte der amtierende Präsident von der Wiederwahlkandidatur Abstand genommen und es musste damals mit Hubert Humphrey ein Kandidat gekürt werden, der wie Kamala Harris nicht die Vorwahlen für sich entschieden hatte. Gab es damals Proteste gegen den Vietnamkrieg, waren 2024 Anti-Kriegsproteste gegen den Krieg im Gazastreifen angekündigt. Schließlich hatte es vor dem Parteitag 1968 die Attentate auf Martin Luther King und Robert F. Kennedy gegeben, während es 2024 einen Attentatsversuch auf Trump gab. Andere Auffassungen verwiesen darauf, dass sich die Taktiken des Chicago Police Department im Umgang mit Demonstranten grundlegend geändert haben und dass der Gazakrieg weder die Bevölkerung, noch die Demokraten so stark spalte wie der Vietnamkrieg.

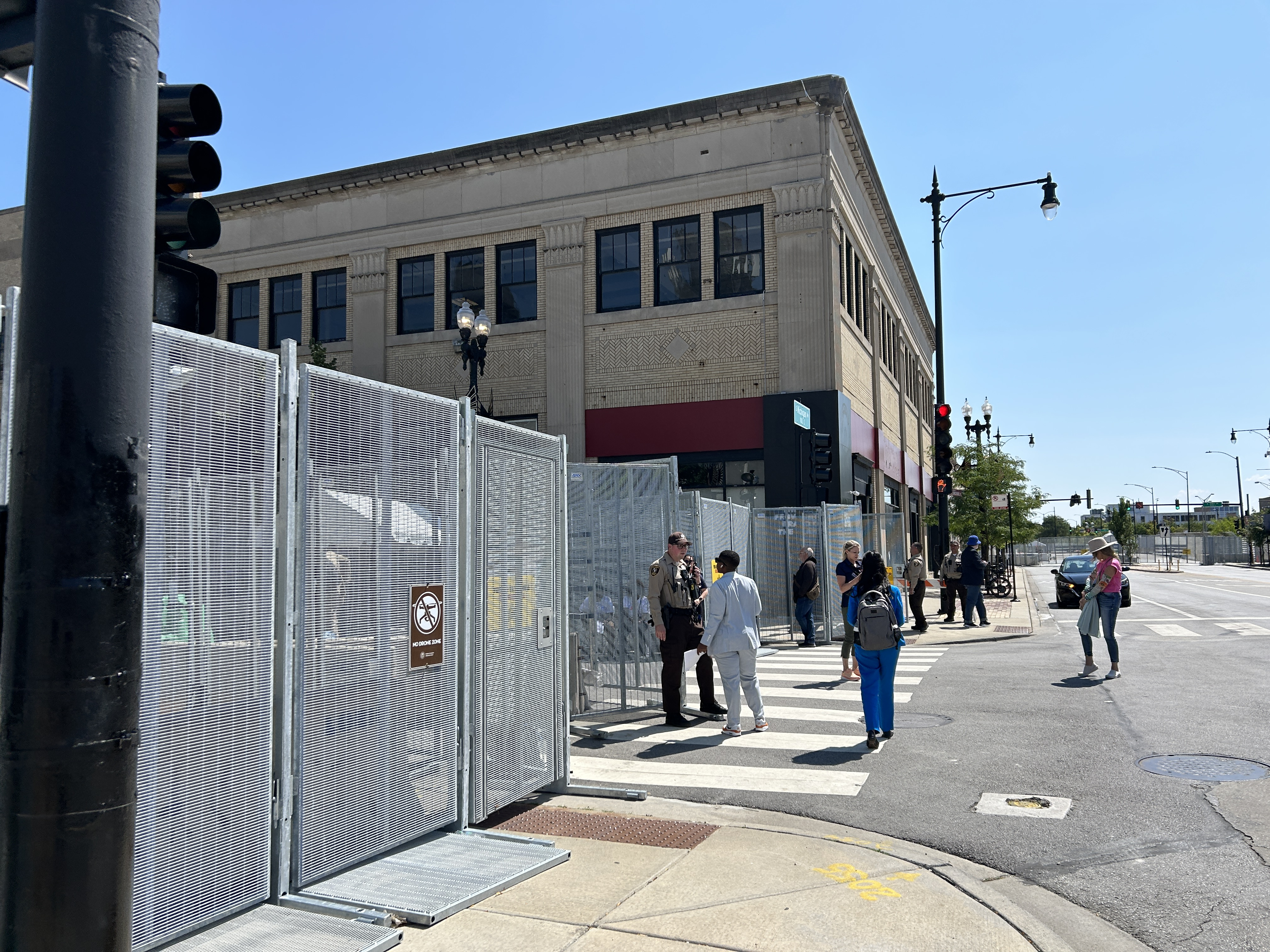
Absperrung und Tor beim McCormick Place

Neben der Sicherung der Veranstaltungsstätten wurden früh am Sonntagmorgen vor der Veranstaltung Straßensperren und Kontrollpunkte entlang der Magnificent Mile und in der Gold Coast eingerichtet. Das Gerichtsgebäude Dirksen Federal Building wurde gegen Vandalismus durch Demonstranten mit Toren und Betonsperren gesichert. Der Gouverneur hielt hundertfünfzig Mitglieder der Nationalgarde in Bereitschaft.
Es waren über den Verlauf des Nominierungsparteitages mehrere Demonstrationen zu verschiedenen Anliegen angemeldet, mit einem Schwerpunkt auf Palästinenserrechten und dem Krieg in Gaza. Die erste Demonstration fand am Sonntag vor der Eröffnung mit mehreren tausend Teilnehmern statt und forderte gesetzliche Ausdehnung des Rechts auf Schwangerschaftsabbruch und Anerkennung von LGBT-Rechten. Die als March on DNC 24 geplante Demonstration mit ein paar tausend Teilnehmern begann am Montag gegen Mittag im Union Park und erreichte schließlich die äußeren Absperrungen um das Union Center. Die Absperrungen würden kurz unterbrochen und vier bis sechs Demonstranten festgenommen. Der Protestzug vor allem für Palästinenserrechte, aber auch Anliegen wie Black Lives Matter blieb ansonsten friedlich. Die Zahl der Protestierenden blieb dabei deutlich hinter den von den Veranstaltern erwarteten bis zu dreißigtausend Personen zurück.
Nachdem ihnen Redezeit verweigert worden war, begannen am Mittwoch, dem 21. August, einige nicht gebundene Parteitagsdelegierten einen Sitzstreik vor dem Union Center. Die Delegierten waren aus Protest gegen Bidens Pro-Israel-Position im Gazakrieg gewählt worden.

## Ablauf

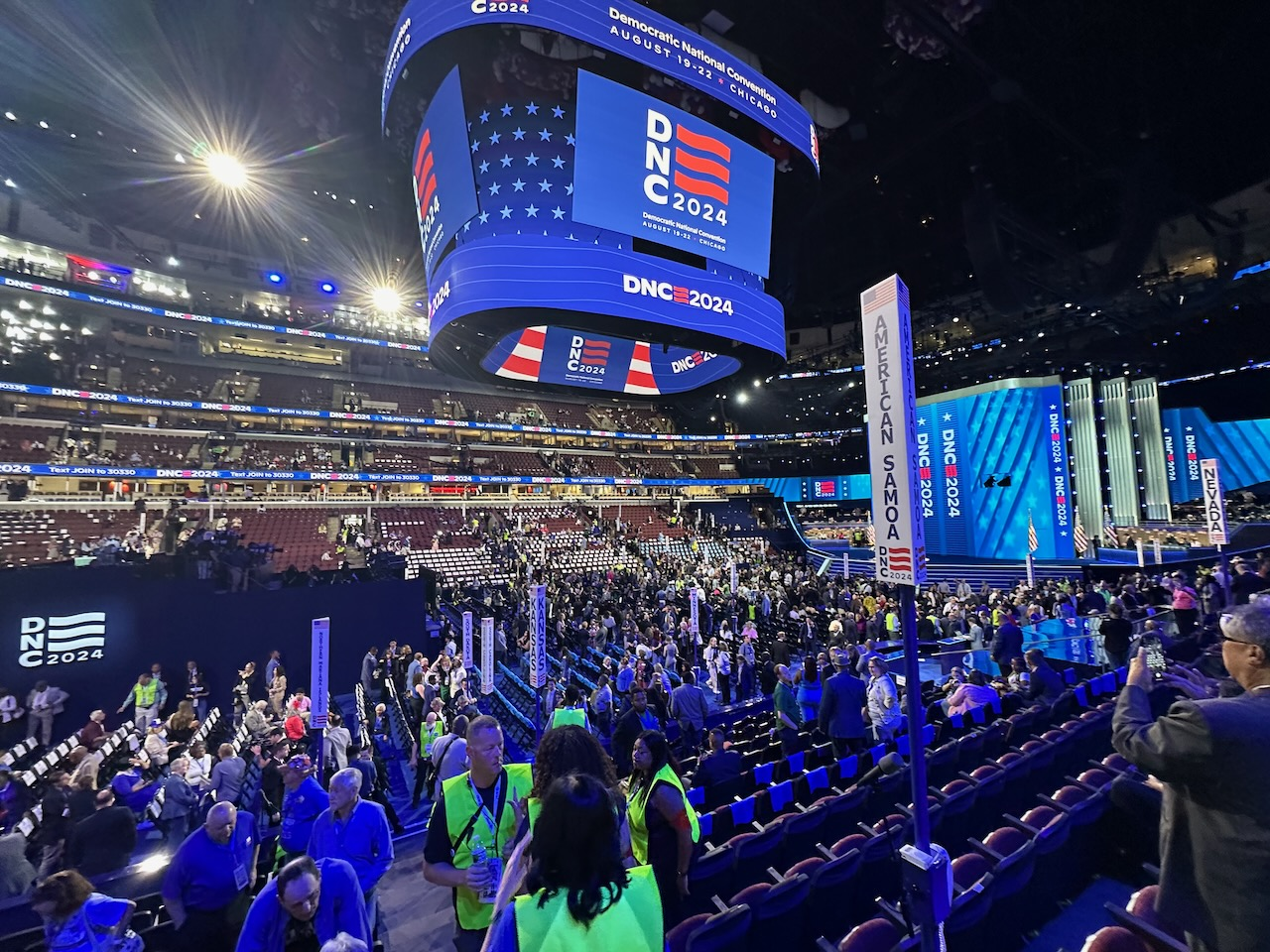
Das United Center unmittelbar vor Beginn der DNC 24 am 19. August 2024.

Als Austragungsort war das United Center in Chicago bestimmt worden, in dem bereits die Democratic National Convention 1996 stattgefunden hatte. Daneben war das McCormick Place Convention Center als Hauptquartier des Democratic National Committee während des Parteitages und für Parteiarbeit gewählt worden. Die Veranstaltung wird von allen großen Fernsehsendern, Kabelnachrichtenprogrammen, Streamingdiensten und durch Streaming auf der Website der DNC 2024 gezeigt. Das Organisationsteam hatte außerdem über zweihundert Influencern Zugang zum Parteitag verschafft. Das Influencer-Marketing umfasste dabei eine eigene Lounge und Sektion für diese Gruppe. Harris gab selbst drei Interviews mit Influencern, wobei eines noch während des Parteitages allein 1,9 Millionen Mal gesehen wurde. Die Partei schätzte, dass während des Nominierungsparteitages geschaffener Content 350millionenmal gesehen wurde.
Insgesamt waren diesmal über 4521 Delegierte zur Teilnahme am Parteitag der Demokraten aufgerufen. Für eine Nominierung benötigt ein Bewerber mindestens 1886 Stimmen (von solchen Delegierten, die in ihrer Vorwahl auf die Wahl eines bestimmten Präsidentschaftskandidaten verpflichtet worden sind). Kamala Harris hatte sich bereits bei der virtuellen Abstimmung Anfang August 4567 der Delegiertenstimmen oder 99 Prozent der Stimmen gesichert.
Die einzelne Tage waren nach Themen geplant. Diese Themen waren laut Veranstaltungskalender:
- Montag, 19. August: For the People. Der Bürgermeister Chicagos Brandon Johnson sollte am Eröffnungstag die Teilnehmer begrüßen. Als Sprecher vorgesehen waren Hillary Clinton, Jill Biden und zur Hauptsendezeit Präsident Biden, der die Fackel zu Harris weiterreichen sollte.[30] Als Moderator des Abends war Tony Goldwyn vorgesehen.[31]
- Dienstag, 20. August: A Bold Vision for America’s Future. Für den zweiten Tag war ein Grußwort von Illinois Gouverneur Pritzker vorgesehen. Sprechen sollten Harris Ehemann Doug Emhoff sowie Michelle und Barack Obama.[30] Moderiert werden sollte von Ana Navarro.[31]
- Mittwoch, 21. August: A Fight for Our Freedoms. Bill Clinton, Nancy Pelosi und Pete Buttigieg waren als Redner vorgesehen und Vizepräsidentschaftskandidat Tim Walz sollte die Nominierung offiziell akzeptieren.[30] Mindy Kaling war für diesen Mittwoch als Moderatorin vorgesehen.[31]
- Donnerstag, 22. August: For Our Future. Kamala Harris sollte am Abschlusstag die Nominierung zur Präsidentschaftskandidatin akzeptieren.[30] Am Donnerstag sollte Kerry Washington moderieren.[31]

Am Samstagnachmittag, vor Beginn der Democratic National Convention am Montag, dem 19. August 2024, gab J. B. Pritzker als Gouverneur von Illinois ein Auftaktdinner. Er danke den Freiwilligen bei der Veranstaltung, die den Parteitag möglich machten.
Am Sonntag wurde das Wahlkampfprogramm der Öffentlichkeit vorgestellt. Am Abend des ersten Tages der Democratic National Convention sollten die Delegierten über das Programm abstimmen.

### Montag, 19. August (For the People)
Hillary Clinton erinnerte in ihrer Rede an ihre Präsidentschaftskandidatur 2016. Sie sei angetreten für eine Zukunft für die Kinder und Enkel ohne gläserne Decke. Diese Zukunft sei mit Kamala Harris nun da. Sie wünschte, dass ihre Mutter und Harris’ Mutter dies nun sehen könnten. Sie hätten gesagt: „Keep going“. Auch Shirley Chisholm und Geraldine Ferraro hätten gesagt: „Keep going“.
Auch andere prominente Parteimitglieder, darunter Andy Beshear, Alexandria Ocasio-Cortez und Raphael Warnock, hatten Redezeit. Der Pastor und Senator Warnock bezeichnete in seiner Ansprache Wahlstimmen als eine Art Gebet für die Zukunft, die man wolle für sich und seinem Kinder. Sie seien stärker, wenn man zusammen bete. Ocasio-Cortez, die sich für die weitere Kandidatur Bidens eingesetzt hatte, sprach sich nun für Kamala Harris aus. Harris sei für die Mittelschicht, da sie aus der Mittelschicht sei, so Ocasio-Cortez. Die dem progressiven und in der Fragen des Krieges in Gaza israelkritischen Flügel der Demokraten zugerechnete Alexandria Ocasio-Cortez streifte das Thema des Krieges nur kurz. Andy Beshear griff Donald Trump und J. D. Vance für ihren Positionen zu Schwangerschaftsabbrüchen an. Eine Frau, die in ihrer Jugend nach einer Vergewaltigung schwanger geworden war und abgetrieben hatte, unterstrich die Notwendigkeit von möglichen Schwangerschaftsabbrüchen. Die texanische Kongressabgeordnete Jasmine Crockett stellte die Lebensläufe von Kamala Harris und Donald Trump einander gegenüber und schloss, dass sie den American Dream lebe, während er der amerikanische Alptraum geworden sei.
Weitere Sprecher waren der Olympia-Basketballtrainer Steve Kerr und der Präsident der United Automobile Workers, Shawn Fain. Der Gewerkschaftsführer griff Trump als jemanden an, der die kollektiven Rechten der Arbeiter untergrabe.
Höhepunkt des Tages war die Rede des noch amtierenden Präsidenten Joe Biden. Im Laufe des Tages hatte etwa Nancy Pelosi, die sich für die Ablösung Bidens eingesetzt hatte, ihm für seine Führung gedankt und Kamala Harris hatte mit dem Programm und der Tradition gebrochen und sich als Nominierungskandidatin auf die Bühne begeben, um Biden zu loben. Eingeführt wurde Biden durch eine Rede seiner jüngsten Tochter Ashley Biden. Er konnte erst nach vierminütigem Applaus sprechen. Biden sprach über seine Erfolge in seiner politischen Laufbahn und Amtszeit, und sagte zu den versammelten Demokraten:

„Because of you, we’ve had one of the most extraordinary four years of progress ever, period. When I say ‘we,’ I mean Kamala and me.“

(Euretwegen hatten wir einige der außergewöhnlichsten vier Jahren von Fortschritt aller Zeiten. Punkt. Wenn ich sage „wir“, meine ich Kamala und mich.)
Hinsichtlich seines Rückzuges aus dem Wahlkampf erklärte Biden, dass er seine Arbeit zwar liebe, er liebe das Land aber mehr. Die Wähler hätten bei der Wahl 2020 die Demokratie gerettet, die Wähler müssten das Land erneut retten.
An diesem Montag traten die Country-Musiker Mickey Guyton und Jason Isbell auf. Guyton sang All American und Isbell Something More Than Free. Diese Musikauswahl kann als Appell an ländliche und südlichere Gebiete der Vereinigten Staaten verstanden werden.
Die Fernsehübertragung des ersten Tages des Parteitages erreichte laut Nielsen durchschnittlich 20 Millionen Zuschauer. Dies übertraf die Zuschauerzahl für die ersten Tage der Democratic National Convention 2020 in der COVID-19-Pandemie (19,7 Millionen) und der Republican National Convention 2024 (18,1 Millionen). Es waren allerdings 22 % weniger Fernsehzuschauer als bei dem Eröffnungstag der Democratic National Convention 2016.

### Dienstag, 20. August (A Bold Vision for America’s Future)
Die Delegationen der Bundesstaaten und Außengebiete gaben in der nur noch zeremonialen Abstimmung ihre Stimmen für Harris und Walz ab. Die eigentliche Abstimmung war bereits Anfang August online durchgeführt worden. Musikalisch wurden die Stimmen der jeweilige Delegationen durch DJ Cassidy begleitet, der jedem Bundesstaat und Außengebiet eine eigene Melodie widmete. Beim Aufruf von Georgia rapte Lil Jon für seinen Heimatstaat.
Moderatorin Ana Navarro erklärte, dass man Personen, die keine Hunde mögen und – in Anspielung auf Gouverneurin Kristi Noem – sich mit Leute umgeben, die Hunde erschössen, nicht trauen könne. Sie, als registrierte Republikanern, verglich Trumps Politik mit der kommunistischen Diktator in Nicaragua, vor der sie als Kind geflohen war. An diesem Dienstag traten außerdem andere Republikaner wie Stephanie Grisham und der Bürgermeister von Mesa (Arizona) auf und wurden Videos von ehemaligen Trumpanhängern gezeigt, die nun Harris unterstützten.
Chuck Schumer, der Führer der demokratischen Mehrheit im Senat, sprach über die Beendigung des filibustern und seinen Plan in der kommenden Legislaturperiode das Recht auf Schwangerschaftsabbruch und Wahlrechte gesetzlich zu schützen. Schumer befasste sich auch mit dem Ende von Steuerkürzungen unter Trump. Diese seien nur den Superreichen zugutegekommen. Haushalte mit einem Einkommen unter $ 400.00 sollten hierbei nicht belastet werden. Harris Ehemann Doug Emhoff sprach über ihr Kennenlernen und das gemeinsame Familienleben.
Als krönender Abschluss Des Tages sprachen nach einander Michelle und Barack Obama.
Michelle Obama erklärte, dass etwas magisches in der Luft sei - die Hoffnung sei zurück. Michelle Obama teilte mit, dass die zum ersten Mal zurück in Chicago sei, seit sie ihre Mutter beerdigt habe. Ihre Mutter habe in Sie ihren moralischen Kompass eingepflanzt. Harris würde denselben Werten folgen. Sie erinnerte an den Ausspruch von Harris Mutter, dass man nicht rumsitzen und jammern solle, sondern etwas tun solle. Wenn die Gegenseite über Kamala Harris lügen werde, und sie werde das tun, müssen man was tun. Wenn man schlechten Umfragen sehe, und man werden sie sehen, müssen man das Telefon zur Seite legen und etwas tun. Die stellte Kamala Harris Donald Trump gegenüber, wobei Obama seinen Namen nur einmal erwähnte. Sie sagte, dass er über Jahre nur Furcht verbreitet habe und eingeschüchtert sei von zwei intelligenten und hart arbeitenden Menschen, die beiden zufällig schwarz seien. In Anspielung auf die Behauptung Trumps in der Präsidentschaftsdebatte im Juni, dass Immigranten schwarze Jobs wegnehmen würden, sagte die dann:

„Who's going to tell him that the job he's currently seeking might just be one of those 'Black jobs'?“

(Wer wird ihm sagen, dass der Job, um den er sich gerade bewirbt, einer dieser 'schwarzen Jobs' sein könnte?)
Barack Obama merkte zu Beginn seiner Rede an, dass er die Democratic National Convention möge, sie sei gut zu Kindern mit komischen Namen. Er bezeichnete Trump als 78-jährigen Milliardär, der jammere seit er neun Jahren früher zu Beginn seines Wahlkampfes 2015 die goldene Rolltreppe herunterkam. Er äußerte:

„We do not need four more years of bluster and bumbling and chaos. We have seen that movie before, and we all know that the sequel is usually worse.“

(Wir brauchen nicht vier Weitere Jahren an Toberei und Schusseligkeit und Chaos. Wir haben den Film gesehen, und wir alle wissen, dass die Fortsetzung ist meistens schlechter ist.)
Beide warnten, dass die Wahlen knapp werden würden.
Am zweiten Tag schauten durchschnittlich 20,8 Millionen Zuschauer den Parteitag. Während der Rede des ehemaligen Präsidenten Obama stieg die Zuschauerzahl auf 21,6 Millionen. Der zweite Tag der Republican National Convention einen Monat früher hatte mit Sprechern wie Nikki Haley und Ron DeSantis durchschnittlich 14,8 Millionen Zuschauer.

### Mittwoch, 21. August (A Fight for Our Freedoms)
Der vorletzte Tag des Nominierungsparteitages wurde dem Thema entsprechend mit Reden von LGBTQ-Aktivisten und anderen Aktivisten eingeleitet. Aber es wurden auch Themen wie die Grenzsicherung und Kriminalitätsbekämpfung aufgegriffen, einer der Polizisten, der das Kapitol am 6. Januar 2021 verteidigt hatte, sprach. Die Eltern einer am 3. Oktober 2023 von der Hamas genommen amerikanischen Geisel sprachen und baten um einen Waffenstillstand und die Rückkehr ihres Sohnes. Die Moderatorin Mindy Kaling erinnerte sich an ein gemeinsames Dosakochen mit Harris und das beide Töchter eingewanderter Inderinnen seien. Der Abschluss war die Rede von Tim Walz, mit der er die Vizepräsidentschaftskandidatur akzeptierte. Musikalisch eingeleitet wurde der dritten Tag durch den Minnesota Teacher of the Year 2019, der die Nationalhymne sang. Es folgten im Laufe der Veranstaltung Auftritte von Maren Morris mit Better Than We Found It und später Stevie Wonder mit Higher Ground. John Legend trat gemeinsam mit Sheila E. und Ari O’Neal auf. Sie spielten gegen Ende des Abends eine Version von Princes Let’s Go Crazy. Die Dichterin Amanda Gorman war zu hören.
Der ehemalige Präsident Bill Clinton als einer der Hauptredner merkte Jahrzehnte nachdem er das Weiße Haus verlassen hatte, dass er gerade 78 geworden sei und noch immer jünger als Trump sei. Trump würde seine Stimmen nur Nutzen, um über sich selbst zu sprechen. Er forderte seine Zuhörer auf:

„The next time you hear him, don't count the lies — count the I's.“

(Das nächste Mal, wenn Ihr ihn hört - zählt nicht die Lügen, zählt die Ichs.)
Clinton sagte, dass bei dieser Wahl Kamala Harris die einzige Kandidatin sei, die die Vision, die Erfahrung, das Temperament, den Wollen und die Freude habe, etwas zu erreichen. Kurz nach Clinton hielt Nancy Pelosi eine fünfminütige Rede. Sie erklärte, dass mit der Amtseinführung von Präsident Biden und Vizepräsidentin Harris eine der erfolgreichsten Präsidentschaften der neueren Zeit begonnen habe. Mit Millionen von Arbeitsplätzen, Infrastrukturmaßnahmen, Internetkabel auf dem Lande, Steuererleichterungen für Eltern, der Sicherung von Renten, der Ehrung von Veteranen, mutigen Maßnahmen gegen den Klimawandel und der Senkung von Medikamentenpreisen hätte diese Regierung bewiesen, dass Demokraten liefern würden. Dies sei der mutigen Vision und Führung Bidens geschuldet. Kamala Harris sei bereit, zu übernehmen. Sie habe ihre strategischen Fähigkeiten mit dem Gewinnen schwerer Wahlen und der zügigen und würdevollen Übernahme der Kandidatur und der Wahl von Walz als Running Mate bewiesen. Sie griff noch Trump für den Angriff auf das Kapitol an.
Republikaner wie Olivia Troye, eine Beraterin von Vizepräsident Mike Pence, und der ehemaligen Vizegouverneur von Georgia Geoff Duncan sprachen sich an dem dritten Tag gegen Trump und für Harris aus. Troye erklärte, dass eine Stimmen für Harris keine Stimmen für Demokraten sei, sondern eine Stimmen für Demokratie. Duncan sagte in seiner Rede, dass er sich an die Republikaner und Unabhängige zuhause wende, die es satt hätten sich Entschuldigungen für Trump auszudenken. Die Republikanische Partei sei nicht mehr zivil und konservativ, sondern chaotisch und verrückt. Es bliebe nur noch Trump zu entsorgen (dump Trump). Die erklärtermaßen parteiunabhängige Oprah Winfrey sagte Bezug nehmend auf eine Äußerung Trumps, das ein Kandidat erklärt habe, dass man nie mehr zur Wahlurne gehen müsse, sollte er gewählt werden. Dies sei unamerikanisch und damit eine Wahl um Anstand und Werte. Sie rief alle Unabhängigen und Unentschlossenen dazu auf nach Anstand und Werten zu wählen.
Tim Walz wurde zunächst von Senatorin Klobuchar und dann einem einst von ihm an der Mankato West High School trainierten Schüler eingeführt. Dem Schüler gesellten sich dann andere ehemalige Spieler des Schul-American-Football-Teams bei. Walz hob sein Aufwachsen in dem 400-Einwohner-Dorf Valentine (Nebraska) und sein Dienst in der Nationalgarde und als High-School-Lehrer im Mittleren Westen hervor. Er sprach über seine politischen Erfolge als Gouverneur von Minnesota wie Waffengesetze, freien Schulmahlzeiten und Steuersenkungen für die Mittelklasse. Seine Politik sei geleistet worden von dem Grundsatz „mind your own business“ (etwa: kümmer dich um deinen Kram). In anderen Bundesstaaten seien Schulbücher verbannt worden, in Minnesota Hunger in Schulden. Er beschrieb den republikanischen Freiheitsbegriff als Freiheit der Regierung in Arztpraxen zu spionieren, Freiheit von Großunternehmen zur Umweltverschmutzung, und Freiheit von Banken ihre Kunden auszubeuten. Demokratische Freiheiten seien seine eigenen Gesundheitsentscheidungen zu treffen und die Freiheit von Schülern nicht in Schulfluren erschossen zu werden.
Den dritten Tag des Parteitages der Demokraten verfolgten Laut Nielsen knapp 20,2 Millionen Fernsehzuschauer. Der dritten Tag des republikanischen Nominierungsparteitages hatte knapp 18 Millionen Fernsehzuschauer gesehen.

### Donnerstag, 22. August (For Our Future)
Der Parteitag endete mit dem Auftritt von Kamala Harris. Mit Kamala Harris etwa fünfunddreißigminütigen Rede akzeptiere sie als erste Afroamerikanerin und erste asiatisch-amerikanische Person die Nominierung einer der beiden großen Parteien zur Präsidentschaftskandidatin. Sie war auch die erste Präsidentschaftskandidatin seit Jahrzehnten, die nicht die Vorwahlen gewonnen hatte und sprach erstmals vor einem Millionenpublikum an Bildschirmen. 28,9 Millionen Fernsehzuschauer verfolgten ihre Rede an diesem Tag, ungerechnet von Zuschauern auf sozialen Medien und Streamingdiensten. Harris stellte sich als Kind einer Familie der Arbeiterklasse vor, deren alleinerziehende Mutter ihr Werte beigebracht hatte. Sie bezeichnete ihren Kontrahenten Donald Trump als keinen ernsthaften Mann (unserious man), seine Wahl würde aber ernsthafte Konsequenzen haben. Sie warnte vor einer zweiten Amtszeit eines Trump ohne Begrenzungen.
Vor der Rede sprachen andere Politiker. Der Bürgerrechtler Al Sharpton sagte, dass bei dieser Wahl auf der einen Seite Trump sei, ein Mitnewyorker, den er seit vierzig Jahren kenne und der sich nur einmal zu Rassismus öffentlich geäußert habe, als er im Fall der Central Park Five ein kleines Vermögen bezahlt habe, um in Zeitungsanzeigen die Todesstrafe zu fordern. Damals habe er gesehen, wie gerne er die Flammen des Rassismus entflamme. Auf der anderen Seite habe man Kamala Harris, die er in Selma (Alabama) getroffen habe, als man den 59. Jahrestag des Bloody Sunday beging. Al Sharpton lud dann die damals zu Unrecht beschuldigten Teenager auf die Bühne ein, um zu sprechen. Harris Schwester Maya Harris sprach über ihre Mutter und wie sie gezeigt hätte, wie stolz sie wäre, wenn ihre älteste Töchter die Präsidentschaftskandidatur akzeptiere, nur um dann zu sagen, dass noch Arbeit zu tun sei. Nach langem Applaus vergleich Senatorin Elizabeth Warren Trump mit Harris. Sie sagte, dass Harris als Attorney General in Kalifornien die Gesetze durchsetzte, während Trump mit der Trump University Bürger um ihre Ersparnisse betrog. Die sei der Unterschied zwischen einer Anklägerin und einem Straftäter. Auch Gretchen Whitmer, die Gouverneurin von Michigan, verglich Trump und Harris. Trump könne nicht verstehen, warum es ein Problem sei, wenn das Auto kaputt sei und habe wahrscheinlich nie im Supermarket eingekauft, dafür gebe es den Chauffeur. Harris sei taff, erprobt, knallhart und kriege Dinge erledigt. Der ehemalige Abgeordnete Adam Kinzinger sagte, dass die Republikanische Partei ihre Prinzipien aufgegeben habe und nur noch einem Mann folge, dessen einziger Sinn er selbst sei. Nach Angehörigen von Schusswaffenopfern betrat die ehemalige Abgeordnete Gabby Giffords die Bühne. Die beschrieb das Attentat auf die und die Rehabilitation. Sie schloss, dass Harris taff sei, Schneid habe, und die Waffenlobby schlagen könne. Nach Gifford's und einem Auftritt von Pink sprach US-Senator Mark Kelly, Gifford's Ehemann. Er warf Trump vor zu Diktatoren zu kriechen und selbst einer sein zu wollen. Die Welt würde über eine USA unter Trump lachen. Kamala Harris stünde demgegenüber zum US-Militär, den Veteranen, der NATO und im Ukrainekrieg zur Ukraine.
Die Countrymusikgruppe The Chicks trat wie auch bei der vorherigen Democratic National Convention während der Pandemie auf. Dieses Mal sangen sie The Star-Spangled Banner, die Nationalhymne der Vereinigten Staaten.
Pink trat zusammen mit ihrer Tochter auf und sang What About Us. Entgegen sehr verbreiten Gerüchten in sozialen Medien, dass ein Superstar wie Beyoncé oder Taylor Swift am letzten Tag der Convention unangekündigt auftreten und Harris unterstützen werde, trat kein unangekündigter Star auf. Diese Gerüchte hätten sich so weit entwickelt, dass die Nachrichtenwebseite TMZ gemeldet hatte, dass Beyoncés Auftritt bevorstünde.
Laut Nielsen sahen durchschnittlich 26,2 Millionen Fernsehzuschauer den letzten Tag der Democratic National Convention, vergleichen mit 25,4 Millionen zugeschalteten Zuschauern am letzten Tag des republikanischen Nominierungsparteitages. Die Quoten stiegen während der Ansprache von Kamala Harris auf 28,9 Millionen Zuschauer.

## Parteiprogramm
Das für den Parteitag erarbeitete zweiundneunzigseitige Parteiprogramm war zusammengestellt worden, bevor Joe Biden seine Bewerbung um eine Wiederwahl abgebrochen hatte. Es konzentrierte sich vor allem auf innenpolitische Ziele, wie Wirtschaftswachstum, soziale Gerechtigkeit und den Schutz des Rechts auf Familienplanung. Der Entwurf hob die wirtschaftlichen und politischen Erfolge in Bidens Amtszeit hervor. Betont wurde in dem Programm noch Bidens Ziel für eine zweite Amtszeit, die Heilung der Seele Amerikas. Ausgelassen wurde ein Aufruf zu einem Waffenembargo gegen Israel und zu einem Waffenstillstand im Gazakrieg. Die Israelpolitik war einer der wesentlichen Streitpunkte zwischen dem progressiven und dem moderaten Parteiflügel der Demokraten.